# Мохнаткин (мыс)
Мохнаткин (также Мохнаткина Пахта) — мыс на юго-восточном берегу Кольского залива Баренцева моря. Находится в средней части залива, в северной части Мурманска, напротив села Белокаменка, к западу от губы Рослякова. 
Мыс известен с начала XVII века как место расположения сёмужьей тони «умлянина Куземки Мохнаткина». На мысе в первой половине XX века существовала финская колония Мохнаткино. В настоящее время на мысе находится нефтеперевалочная база «Мохнаткина Пахта» компании «Роснефть».